# Brad Sellers
Bradley Donn Sellers, detto Brad (Warrensville Heights, 17 dicembre 1962), è un ex cestista statunitense, professionista nella NBA e in Europa.

## Carriera
È stato selezionato dai Chicago Bulls al primo giro del Draft NBA 1986 (9ª scelta assoluta).

## Statistiche

### College
| Anno      | Squadra             | PG  | PT  | MP   | TC%  | 3P% | TL%  | RP   | AP  | PRP | SP  | PP   |
| --------- | ------------------- | --- | --- | ---- | ---- | --- | ---- | ---- | --- | --- | --- | ---- |
| 1981-1982 | Wisconsin Badgers   | 27  | 27  | 35,7 | 47,6 | -   | 65,7 | 9,4  | 1,3 | 0,8 | 1,9 | 14,0 |
| 1982-1983 | Wisconsin Badgers   | 28  | 28  | 36,0 | 50,8 | 0,0 | 82,8 | 7,8  | 1,3 | 0,8 | 2,1 | 16,4 |
| 1984-1985 | Ohio State Buckeyes | 30  | 28  | 32,6 | 52,5 | -   | 77,6 | 8,8  | 1,0 | 0,8 | 3,0 | 15,6 |
| 1985-1986 | Ohio State Buckeyes | 33  | 33  | 37,4 | 47,6 | -   | 81,9 | 12,6 | 1,6 | 1,3 | 2,9 | 19,8 |
| Carriera  | Carriera            | 118 | 116 | 35,5 | 49,5 | 0,0 | 78,9 | 9,8  | 1,3 | 1,0 | 2,5 | 16,6 |

### NBA

#### Regular Season
| Anno      | Squadra            | PG  | PT  | MP   | TC%  | 3P%  | TL%  | RP  | AP  | PRP | SP  | PP  |
| --------- | ------------------ | --- | --- | ---- | ---- | ---- | ---- | --- | --- | --- | --- | --- |
| 1986-1987 | Chicago Bulls      | 80  | 17  | 21,9 | 45,5 | 20,0 | 72,8 | 4,7 | 1,3 | 0,6 | 0,9 | 8,5 |
| 1987-1988 | Chicago Bulls      | 82  | 76  | 27,0 | 45,7 | 14,3 | 79,0 | 3,0 | 1,7 | 0,4 | 0,8 | 9,5 |
| 1988-1989 | Chicago Bulls      | 80  | 25  | 21,7 | 48,5 | 50,0 | 85,1 | 2,8 | 1,2 | 0,4 | 0,9 | 6,9 |
| 1989-1990 | Seattle S.Sonics   | 45  | 0   | 13,0 | 42,4 | 0,0  | 80,3 | 1,6 | 0,7 | 0,2 | 0,4 | 4,8 |
| 1989-1990 | Minnesota T'wolves | 14  | 0   | 8,1  | 33,9 | 0,0  | 75,0 | 1,4 | 0,1 | 0,4 | 0,2 | 3,4 |
| 1991-1992 | Detroit Pistons    | 43  | 1   | 5,3  | 46,6 | 0,0  | 76,9 | 1,0 | 0,3 | 0,0 | 0,2 | 2,4 |
| 1992-1993 | Minnesota T'wolves | 54  | 4   | 9,9  | 37,7 | 0,0  | 94,9 | 1,5 | 0,9 | 0,1 | 0,2 | 2,5 |
| Carriera  | Carriera           | 398 | 123 | 18,0 | 45,2 | 20,0 | 79,3 | 2,7 | 1,1 | 0,3 | 0,6 | 6,3 |

#### Playoffs
| Anno     | Squadra         | PG | PT | MP   | TC%  | 3P% | TL%  | RP  | AP  | PRP | SP  | PP  |
| -------- | --------------- | -- | -- | ---- | ---- | --- | ---- | --- | --- | --- | --- | --- |
| 1987     | Chicago Bulls   | 3  | 0  | 22,7 | 31,6 | -   | 100  | 2,3 | 1,0 | 0,0 | 0,3 | 5,0 |
| 1988     | Chicago Bulls   | 10 | 4  | 14,4 | 34,9 | -   | 88,2 | 2,1 | 0,8 | 0,2 | 0,5 | 4,5 |
| 1989     | Chicago Bulls   | 13 | 0  | 13,6 | 37,9 | -   | 83,3 | 2,4 | 1,2 | 0,2 | 0,3 | 4,2 |
| 1992     | Detroit Pistons | 2  | 0  | 6,5  | 50,0 | -   | 100  | 0,0 | 1,0 | 0,0 | 1,0 | 3,0 |
| Carriera | Carriera        | 28 | 4  | 14,4 | 36,3 | -   | 88,2 | 2,1 | 1,0 | 0,2 | 0,4 | 4,3 |

## Palmarès
- Campione NIT (1986)
- Campionato greco: 1

Aris Salonicco: 1990-91